# Nazik al-Mala'ika
Nazik Sadiq al-Mala'ika (arabisch نازك صادق الملائكة, DMG Nāzik Ṣādiq al-Malāʾika; * 23. August 1922 in Bagdad; † 20. Juni 2007 in Kairo) war eine irakische Dichterin. Sie gilt als eine der Wegbereiterinnen der modernen arabischen Lyrik.

## Leben
Nazik al-Mala'ika wurde 1922 in Bagdad geboren. Als einzige Frau studierte sie bis 1944 am Teachers' Training College (دار المعلمين العالية) in Bagdad arabische Sprache und Literatur. Dort lernte sie auch Latein und Englisch, 1949 außerdem Französisch. Anfang der fünfziger Jahre besuchte sie, mit einem Stipendium ausgestattet, kurzfristig die Princeton University. Ab 1954 studierte sie an der University of Wisconsin–Madison Vergleichende Literaturwissenschaften.
Nach der Machtübernahme im Irak durch Saddam Hussein lebte sie von 1970 bis 1990 in Kuwait, wo sie als Professorin an der Universität von Kuwait wirkte. Nachdem Saddam 1990 das Land besetzt hatte, emigrierte sie nach Ägypten. In ihren letzten Lebensjahren litt sie an Parkinson. Sie starb am 20. Juni 2007 in einem Krankenhaus in Kairo.
Nazik al-Mala'ika war ab 1961 mit dem Hochschullehrer Abdel Hadi Mahbooba verheiratet, der 2005 verstarb. Aus der Ehe ging ein Sohn hervor.

## Werk
Bereits mit ihrem ersten Werk, der Gedichtsammlung ʿĀšiqat al-layl („Liebhaber der Nacht“) von 1947, wurde sie international bekannt. In ihrem zwei Jahre später erschienenen zweiten Band, Šaẓāyā wa ramād („Splitter und Asche“), distanzierte sie sich von der rigiden Struktur der traditionellen arabischen Lyrik. Sie ging hier erstmals das Wagnis ein, sich von den festen metrischen Vorgaben zu lösen und den freien Vers zu propagieren, als deren Pionierin in der arabischen Welt sie gilt. In einem der bekanntesten Texte dieser Sammlung reflektiert Nazik al-Mala'ika die Cholera-Epidemie, die im Herbst 1947 in Ägypten ausgebrochen war. Im Laufe der 1960er Jahre begann sie sich von der Dichtung des freien Rhythmus wieder zu distanzieren, was einen heftigen Streit mit der Gruppe um die Zeitschrift Šiʿr („Poesie“) auslöste. Dennoch hat sie moderne arabische Lyriker wie Adonis und Mahmud Darwisch nachhaltig beeinflusst.
Während bis zu ihrem Tod insgesamt sieben Gedichtbände von ihr erschienen, ist ihr Prosawerk weniger bekannt. Sie publizierte (auch in libanesischen Zeitschriften) eine Reihe von Kurzgeschichten, die 2002 in der zweibändigen Anthologie al-Aʿmāl an-naṯriyya al-kāmila („Komplette Prosawerke“) erneut veröffentlicht wurden. Besonders in den 1950er Jahren trat sie auch als Frauenrechtlerin hervor und diskutierte in mehreren Essays, die teilweise als Klassiker des arabischen Feminismus angesehen werden, die Rolle der arabischen Frau in der patriarchalen Gesellschaft.

## Schriften
Originalausgaben (Auswahl)
- ʿĀšiqat al-layl, 1947 (Gedichte)
- Šaẓāyā wa ramād, 1949 (Gedichte)
- al-Marʾa bayna ṭ-ṭarafayn: as-salbiyya wa-l-aḫlāq, 1953 (Essay)
- at-Taǧzīʾiyya fī-l-muǧtamaʿ al-ʿarabiyy, 1954 (Essay)
- Qarārat al-mawǧa, 1957 (Gedichte)
- Qaḍāyā aš-šiʿr al-ḥadīṯ, 1962 (Artikelsammlung)
- Šaǧarat al-qamar, 1968 (Gedichte)
- Maʾsāt al-ḥayāt wa uġniya lil-insān, 1970 (Gedichte)
- Yuġayyir alwānahu al-baḥr, 1976 (Gedichte)
- aṣ-Ṣalāt wa-ṯ-ṯawra, 1978 (Gedichte)
- al-Aʿmāl an-naṯriyya al-kāmila, 2002 (Prosa, 2 Bde.)

ins Deutsche übersetzt
- Suleman Taufiq (Hrsg.), Neue arabische Lyrik. Dt. Taschenbuch-Verl., München 2004, ISBN 3-423-13262-0 (enthält drei Gedichte von Nazik al-Mala'ika in deutscher Übersetzung sowie einen  biografischen Abriss über die Dichterin)